# Łahodów (rejon przemyślański)
Łahodów (ukr. Лагодів) – wieś na Ukrainie w rejonie lwowskim (wcześniej w rejonie przemyślańskim) należącym do obwodu lwowskiego. 
W II Rzeczypospolitej wieś w powiecie przemyślańskim województwa tarnopolskiego. W 1944 nacjonaliści ukraińscy z OUN-UPA zamordowali tutaj 26 Polaków i 1 Ukraińca, ożenionego z Polką.

## Położenie
Na podstawie Słownika geograficznego Królestwa Polskiego i innych krajów słowiańskich: Łahodów to wieś w powiecie przemyślańskim, 8 km na północny zachód od Przemyślan.

## Zmarli
Tu zmarł Aleksander Wańko Łahodowski.

## Literatura
- de Lahodow (Lahodowszky, Lahadowszky). [W:] Akta grodzkie i ziemskie. T. XIV. Lwów, 1889, s. 52, 547 etc. (łac.)